# Giovanni De Mauro
Giovanni De Mauro (Roma, 16 ottobre 1965) è un giornalista italiano.

## Biografia
È figlio del linguista ed ex ministro della pubblica istruzione Tullio De Mauro, nonché nipote del giornalista de L'Ora di Palermo Mauro De Mauro, rapito e ucciso dalla mafia nel 1970 a Palermo, è sposato e ha due figlie gemelle.
Ha cominciato a lavorare come grafico nel 1984 a L'Unità e in seguito si è dedicato alla cronaca di Roma e poi agli esteri. Nel 1993, ispirandosi alla rivista francese Courrier International che raccoglieva il meglio della stampa estera, ha fondato la rivista Internazionale che tuttora dirige.

## Premi e riconoscimenti
- Vincitore del Premiolino nel 1998.[3]
- Vincitore del Premio giornalistico Archivio Disarmo "Colombe d'Oro per la Pace" 2007[4]